# 11.º distrito congresional de Carolina del Norte
El 11.º distrito congresional es un distrito congresional que elige a un Representante para la Cámara de Representantes de los Estados Unidos por el estado de Carolina del Norte.  Según la Oficina del Censo, en 2011 el distrito tenía una población de 698 671 habitantes. Actualmente el distrito está representado por el Republicano Madison Cawthorn.

## Geografía
El 11.º distrito congresional se encuentra ubicado en las coordenadas 35°33′12″N 82°47′16″O / 35.55333, -82.78778.

## Demografía
Según la Oficina del Censo de los Estados Unidos, en 2011 había 698 671 personas residiendo en el 11.º distrito congresional. De los 698 671 habitantes, el distrito estaba compuesto por 638 961 (91.5%) blancos; de esos, 628 091 (89.9%) eran blancos no latinos o hispanos. Además 28 896 (4.1%) eran afroamericanos o negros, 10 811 (1.5%) eran nativos de Alaska o amerindios, 5 822 (0.8%) eran asiáticos, 309 (0%) eran nativos de Hawái o isleños del Pacífico, 12 433 (1.8%) eran de otras razas y 12 309 (1.8%) pertenecían a dos o más razas. Del total de la población 37 727 (5.4%) eran hispanos o latinos de cualquier raza; 26 923 (3.9%) eran de ascendencia mexicana, 2 710 (0.4%) puertorriqueña y 1 437 (0.2%) cubana. Además del inglés, 1 108 (4.7%) personas mayor a cinco años de edad hablaban español perfectamente.
El número total de hogares en el distrito era de 296 020, y el 64.6% eran familias en la cual el 23.6 tenían menores de 18 años de edad viviendo con ellos. De todas las familias viviendo en el distrito, solamente el 51.3% eran matrimonios. Del total de hogares en el distrito, el 4.4 eran parejas que no estaban casadas, mientras que el 0.7% eran parejas del mismo sexo. El promedio de personas por hogar era de 2.3. 
En 2011 los ingresos medios por hogar en el distrito congresional eran de US$40 736, y los ingresos medios por familia eran de US$66 194. Los hogares que no formaban una familia tenían unos ingresos de US$105 163. El salario promedio de tiempo completo para los hombres era de US$37 464 frente a los US$31 855 para las mujeres. La renta per cápita para el distrito era de US$23 401. Alrededor del 12.6% de la población estaban por debajo del umbral de pobreza.